# San Isidro kommun, Argentina
Partido de San Isidro är en kommun i Argentina.   Den ligger i provinsen Buenos Aires, i den centrala delen av landet, 20 km nordväst om huvudstaden Buenos Aires. Antalet invånare är 291 608. Arean är 48 kvadratkilometer.
Terrängen i Partido de San Isidro är mycket platt.
Runt Partido de San Isidro är det i huvudsak tätbebyggt. Runt Partido de San Isidro är det mycket tätbefolkat, med 10 000 invånare per kvadratkilometer.